# Jalognes
Jalognes település Franciaországban, Cher megyében. Lakosainak száma 269 fő (2022. január 1.). Jalognes Azy, Feux, Gardefort, Groises, Montigny és Veaugues községekkel határos.

## Népesség
A település népességének változása:
| Lakosok száma | 423  | 295  | 271  | 319  | 291  | 297  | 292  | 277  | 273  | 269  |
|               | 1968 | 1982 | 1990 | 2006 | 2013 | 2015 | 2017 | 2019 | 2020 | 2022 |